# Патриарх Евтимий (площад в София)
 Тази статия е за площада в София.  За други значения вижте Патриарх Евтимий (пояснение).  
„Патриарх Евтимий“ или „Попа“ е популярно кръстовище, ненаименуван площад в центъра на българската столица София. Дължи името си на паметника на Патриарх Евтимий, която е разположена в центъра му. Тя е изработена от скулптора Марко Марков и е поставена на 1 ноември 1939 година.
Площадът край паметника е известен като удобно място за срещи. В западната част на площада се намира филмотечното кино „Одеон“, а в южната – централата на „Булгартабак“, пред които също се събират хора за срещи, като алтернатива на паметника, където понякога е прекалено многолюдно.
На кръстовището на площада се пресичат три основни софийски пътни артерии – булевард „Васил Левски“, улица „Граф Игнатиев“ и булевард „Патриарх Евтимий“.
Сред близките до площада забележителности са:
- площад „Славейков“ – на север по ул. „Граф Игнатиев“;
- Националният дворец на културата – на запад по бул. „Патриарх Евтимий“;
- Национален стадион „Васил Левски“ – отново по ул. „Граф Игнатиев“, но в южна посока.

Градски транспорт
- Трамвайни линии: 10, 12, 18
- Метростанция „Св. Патриарх Евтимий“ (линия 3)